# هاوشتن
هاوشتن (به آلمانی: Hausten) یک شهر در آلمان است که در ماین-کبلنتس واقع شده‌است. هاوشتن ۳۵۷ نفر جمعیت دارد.